# Timonius ferrugineus
Timonius ferrugineus är en måreväxtart som beskrevs av Elmer Drew Merrill. Timonius ferrugineus ingår i släktet Timonius och familjen måreväxter. Inga underarter finns listade i Catalogue of Life.